# Starogrčka filozofija
Starogrčka filozofija nastala je u 6. stoljeću prije Krista i nastavila se kroz helenističko razdoblje i doba u kojem su Stara Grčka i većina grčkih naselja bili dio Rimskoga Carstva. Bavila se širokim rasponom tema, uključujući: astronomiju, matematiku, političku filozofiju, etiku, metafiziku, ontologiju, logiku, biologiju, retoriku i estetiku.
Grčka filozofija utjecala je na veliki dio zapadne kulture od svojeg početka. Alfred North Whitehead jednom je primijetio: „Najsigurnija opća karakterizacija europske filozofske tradicije je da se sastoji od niza bilješki uz Platona”. Jasne, neprekinute linije utjecaja vode od stare Grčke i helenističkih filozofa do rane islamske filozofije, srednjovjekolvne skolastike, europske renesanse i doba prosvjetiteljstva.
Grčka filozofija bila je donekle pod utjecajem starije mudrosne književnosti i mitoloških kozmogonija drevnoga Bliskog istoka, iako se o opsegu tog utjecaja još uvijek raspravlja. 
Na kasniju filozofsku tradiciju toliko je utjecao Sokrat, kako ga je predstavio Platon, da se filozofija razvijena prije Sokrata konvencionalno naziva predsokratska filozofija, a njezini filozofi predsokratovci. Razdoblja koja su uslijedila, do i nakon ratova Aleksandra Velikog, razdoblja su "klasične grčke" i "helenističke" filozofije.

## Predsokratska filozofija
Konvencija o imenovanju onih filozofa koji su bili aktivni prije Sokratove smrti kao Presokratovci uspostavljena je nakon objavljivanja publikacije Hermanna Dielsa -„Fragmente der Vorsokratiker”- 1903. godine, iako termin ne potječe iz nje. Izraz se smatra korisnim jer je ono što je postalo poznato kao "Atenska škola" (sastavljena od Sokrata, Platona i Aristotela) najavilo je uspon novog pristupa filozofiji. Teza Friedricha Nietzschea da je ova promjena započela s Platonom, a ne Sokratom (i otuda njegova nomenklatura "pretplatonske filozofije") nije spriječila da prevlada "predsokratovska" razlika.
Predsokratovci su se prvenstveno bavili kozmologijom, ontologijom i matematikom. Razlikovali su se od "ne-filozofa" po tome što su odbacivali mitološka objašnjenja u korist argumentativnog diskursa.